# Leo Atrox
Leo Atrox o “León de gran cerebro” es la primera supercomputadora de la Universidad de Guadalajara (UdeG). Cuenta con una capacidad de procesamiento de 500 teraflops que le permiten ofrecer servicios de computación de alto rendimiento y de computación distribuida.
Ocupa una extensión de 350 metros cuadrados y se encuentra instalada en el Centro de Análisis de Datos y Súper Cómputo (CADSC), adscrito a la Coordinación General de Tecnologías de la Información (CGTI), localizado en el Centro Universitario de Ciencias Económico Administrativas (CUCEA) de esa Universidad.
Su principal objetivo es contribuir al desarrollo científico y tecnológico de Jalisco y del occidente de México, así como de la investigación científica nacional e internacional.

## Inicio de operaciones
El 15 de octubre de 2018, en una ceremonia encabezada por el Doctor Miguel Ángel Navarro Navarro, Rector de la UdeG y ante autoridades universitarias, de gobierno y medios de comunicación, se encendió simbólicamente esta supercomputadora y se inauguró el CADSC, donde se aloja.
Inició sus operaciones con ocho investigaciones en el área médica, biológica, energías y astronomía, a cargo de científicos e investigadores de la UdeG y, a partir de 2019, estudiantes de posgrado e investigadores de otras instituciones tanto nacionales, como internacionales, podrán acceder a esta supercomputadora. Con este acontecimiento, se dio el inicio a una nueva era de supercómputo en México.

## Ficha técnica
Cuenta con 150 nodos, 2 sistemas de almacenamiento de 240 terabytes y 1.2 petabytes de segundo nivel, con 504 teraflops de rendimiento, lo que equivale a “más de 500 trillones de instrucciones de coma flotante por segundo”.
Fue fabricada en Alemania por Fujitsu, ocupa una superficie de 350 metros y está compuesta de ocho racks, cada uno de estos posee ocho cores o núcleos que corren a 2 mil 530 Hertz.
Opera con procesadores NVIDIA® Tesla® P100, Intel® Xeon Phi™ e Intel® Xeon® Gold y su capacidad de almacenamiento es de 1 petaflops lo que equivale a mil terabytes.